# Pristimantis ixalus
Pristimantis ixalus är en groddjursart som först beskrevs av Lynch 2003.  Pristimantis ixalus ingår i släktet Pristimantis och familjen Strabomantidae. IUCN kategoriserar arten globalt som otillräckligt studerad. Inga underarter finns listade i Catalogue of Life.